# Polder Bijleveld
Polder Bijleveld is een polder in Utrecht gelegen ten zuiden van de Oude Rijn bij Harmelen, en ongeveer ten noorden van de huidige A12. Het is een cope-gebied.
De polders Reijerscop (ten zuiden van Bijleveld), Achthoven, Mastwijk en Harmelerwaard behoorden tot het in 1413 opgerichte Grootwaterschap Bijleveld en De Meerndijk. Na de opheffing in 1966 gingen Bijleveld en Reyerscop, en Mastwijk en Achthoven verder als Waterschap Bijleveld tot de samenvoeging met andere waterschappen in 1980 tot het Waterschap Leidse Rijn. Sinds 1994 maakt de polder deel uit van Hoogheemraadschap De Stichtse Rijnlanden.
De watergang Bijleveld loosde het overtollige water via een lange weg in de Amstel.